# Tomáš Petříček
Tomáš Petříček (ur. 27 września 1981 w Rokycanach) – czeski polityk i politolog, działacz Czeskiej Partii Socjaldemokratycznej, w latach 2018–2021 minister spraw zagranicznych.

## Życiorys
W 2004 ukończył stosunki międzynarodowe na Uniwersytecie Karola w Pradze, w 2006 uzyskał tamże magisterium, a w 2014 doktorat. Kształcił się w międzyczasie również na University of Warwick. Działacz Czeskiej Partii Socjaldemokratycznej, w latach 2002–2004 kierował sekretariatem jej organizacji młodzieżowej. Pracował następnie w partyjnej strukturze ČSSD, jako asystent i doradca eurodeputowanego oraz jako urzędnik miejski w Pradze. Zajmował się także prywatną działalnością konsultingową, był powoływany również w skład organów różnych przedsiębiorstw.
Od maja do grudnia 2017 pełnił funkcję wiceministra pracy i spraw socjalnych. W sierpniu 2018 został wiceministrem spraw zagranicznych. 16 października tegoż roku objął stanowisko ministra spraw zagranicznych w drugim rządzie Andreja Babiša.
W kwietniu 2021 ubiegał się bez powodzenia o funkcję przewodniczącego socjaldemokratów. W tym samym miesiącu został odwołany ze stanowiska ministra.